# APF-M1000
APF-M1000 är en tidig spelkonsol utvecklad av det amerikanska bolaget APF Electronics Inc., lanserad 1978. Genom en expansion som lanserades året därpå kunde den expanderas till datorsystemet Imagination Machine.

## Uppbyggnad
Konsolen bestod av en basenhet med uttag för spelkassetter och två handkontroller. Kontrollerna var försedda med tio numrerade knappar, ungefär som en miniräknare, två extra knappar (clear, end), en fireknapp och en styrspak. Konsolen hade inga uttag för handkontrollerna, utan dessa var fast förbundna med kablar och gick inte att koppla ur eller byta ut. Inbyggt i APF-M1000 fanns spelet Rocket Patrol.

## Specifikationer
- CPU : Motorola 6800, 3,579 MHz
- RAM : 1 KByte
- Grafikkrets: Motorola MC6847
- Upplösning : 256 × 192
- Palett : 8 färger
- Strömförsörjning: 7.5V AC/0.8 ampere, 12V DC/0.5 amp.

## Spelkassetter
- Inbyggt Rocket Patrol
- MG1008 Backgammon
- MG1006 Baseball
- MG1007 Blackjack
- MG1004 Bowling/Micro Match
- MG1012 Boxing
- MG1005 Brickdown/Shooting Gallery
- MG1009 Casino I: Roulette/Keno/Slots
- MG1001 Catena (Othello-liknande)
- MG1003 Hangman/Tic Tac Toe/Doddle
- MG1011 Pinball/Dungeon Hunt/Blockout
- MG1013 Space Destroyers (Space Invaders-liknande)
- MG1010 UFO/Sea Monster/Break It Down/Rebuild/Shoot